# Perdita timberlakei
Perdita timberlakei är en biart som beskrevs av Cockerell 1925. Perdita timberlakei ingår i släktet Perdita och familjen grävbin. Inga underarter finns listade i Catalogue of Life.